# Фламенгуш
Фламенгуш (порт. Flamengos)  —  район (фрегезия) в Португалии,  входит в округ Азорские острова. Расположен на острове Файял. Является составной частью муниципалитета  Орта. Население составляет 1494 человека на 2001 год. Занимает площадь 14,13 км².
Покровителем района считается Дева Мария (порт. Nossa Senhora da Luz). 